# Локнистое
Локни́стое (укр. Локнисте) — село в Менском районе Черниговской области Украины. Население 1239 человек. Занимает площадь 3,24 км². Расположено на реке Красиловка.
Код КОАТУУ: 7423086301. Почтовый индекс: 15660. Телефонный код: +380 4644.

## Власть
Орган местного самоуправления — Локнистенский сельский совет. Почтовый адрес: 15660, Черниговская обл., Менский р-н, с. Локнистое, ул. Ленина, 2.

## Воинское захоронение
В центре села в братской могиле захоронены освобождавшие в сентябре 1943 года Менский район советские воины, в их числе, заместитель командира  356-й стрелковой дивизии полковник В. И. Мизицкий.